# جائحة فيروس كورونا في جيرزي
تُعد جائحة كوفيد-19 في جيرزي جزءًا من جائحة فيروس كورونا (كوفيد-19) العالمية المسببة بفيروس كورونا 2 المرتبط بالمتلازمة التنفسية الحادة الشديدة (SARS-CoV-2). شُخصت الحالة الأولى في جيرزي في 10 مارس 2020 لمواطن ظهرت نتيجة اختباره إيجابية بعد عودته من إيطاليا.
كانت إستراتيجية حكومة جيرزي هي تأخير انتشار الفيروس، وتجنب إصابة الأشخاص الضعفاء به، ومساعدة الخدمات الصحية في الجزيرة على التكيف مع عدد الأشخاص الذين يحتاجون إلى رعاية في المستشفى وإنقاذ أكبر عدد ممكن من الأرواح. وأقرت بأن العديد من سكان الجزر سيصابون بالعدوى، وسعت إلى ضمان توفير أفضل رعاية طبية ممكنة لهم.

## خلفية
أُعلن عن وجود فيروس تاجي جديد (SARS-CoV-2) لأول مرة في ووهان، هوبي، الصين، في أواخر ديسمبر 2019 بصفته مسببًا لمجموعة من حالات أمراض الجهاز التنفسي الحادة التي يشار إليها الآن باسم مرض فيروس كورونا 2019 (كوفيد-19). حتى 31 مارس 2020، تأثرت أكثر من 190 دولة ومنطقة، مع تفشي كبير في الصين وإيطاليا وكوريا الجنوبية وإيران. في 11 مارس 2020، وصفت منظمة الصحة العالمية انتشار كوفيد-19 بأنه جائحة.

## الجدول الزمني
- 30 يناير: أصدرت حكومة جيرزي أول إعلان عن وجود الفيروس قائلة إن مجموعة المراجعة عبر الحكومة اجتمعت صباح ذلك اليوم لمناقشة الوضع.[7]
- 31 يناير: أصدرت الحكومة نصائح سفر لسكان الجزر العائدين من المناطق المتضررة في الصين.[8]
- 10 مارس: شُخصت الحالة الأولى لمصاب قادم من إيطاليا.[9]
- 11 مارس: شُخصت حالة ثانية.[10]
- 20 مارس: شُخصت 10 حالات في جيرزي، يعتقد أن اثنتين منها أخذت الفيروس داخل الجزيرة.[11][12]
- 30 مارس: صرح كبير الوزراء أن هناك عشرة مرضى مصابون بكوفيد-19 يعالجون في المستشفى.[13]
- 2 أبريل: عولج تسعة مرضى في المستشفى.
- 6 أبريل: بلغ عدد الحالات المؤكدة 169 حالة. عولج 19 مريضًا في المستشفى.
- 15 أبريل: صرح الرئيس التنفيذي لحكومة جيرزي تشارلي باركر أن هناك 21 مريضًا يعانون من كوفيد-19 يُعالجوا في مستشفى جيرزي العام وثمانية آخرين في مكان آخر في بيئات المستشفى الأخرى.[14]
- 20 أبريل: شُخصت 118 حالة، أي ما يقرب من 50% من الحالات المؤكدة، على أنها مستعادة. في المستشفيات: كان هناك 63 مريضًا، 14 منهم كانوا مصابين بـ كوفيد-19.[15]
- 30 يونيو: أُعلن عن عدم وجود حالات نشطة معروفة وأُجري أكثر من 15000 اختبار في المجموع.

### تخفيف إجراءات الإغلاق
- انتهت صلاحية القواعد الرسمية (البقاء في المنزل) في 11 مايو وانتقلت الجزيرة إلى المستوى 3، ما سمح للناس بالخروج من منازلهم لمدة تصل إلى ست ساعات في اليوم ومقابلة ما يصل إلى خمسة أشخاص يوميًا من أسر أخرى. ما تزال هناك حاجة إلى التباعد الجسدي بمقدار مترين خارج المنزل. طُلب من الأشخاص الضعفاء للغاية الاستمرار في عزل أنفسهم. سمح للمطاعم والمقاهي بتقديم الطعام في مناطق الجلوس الخارجية، ويمكن أن تعمل الشركات الكبيرة غير الأساسية، وكلها تخضع للتباعد الاجتماعي.[16]
- اعتبارًا من 18 مايو، سُمح لجميع محلات البيع بالتجزئة بالفتح، طالما أنها تحافظ على مسافة مترين بين الزبائن.[17]
- اعتبارًا من 29 مايو، رُفعت القيود المفروضة على الوقت الذي يقضيه في الخارج، مع السماح للأشخاص الآن بدخول منازل الأشخاص الآخرين بشرط عدم دخول أكثر من خمسة آخرين إلى المنزل. كان يُطلب من الناس الاستمرار في الحفاظ على المسافة بمقدار مترين عندما يكونون خارج منازلهم. يمكن فرض غرامات تصل إلى 1000 جنيه إسترليني على التجمعات غير القانونية.[18]
- من 8 يونيو، سمح لأطباء الأسنان بتنفيذ الإجراءات الروتينية وكذلك حالات الطوارئ، ويمكن فتح الحضانات ويمكن أن تبدأ المدارس في قبول بعض مجموعات التعليم العام.[19]
- في 26 يونيو انخفضت مسافة التباعد الاجتماعي إلى نصف متر وسيسمح للحانات بتقديم الكحول فقط للعملاء الجالسين من 1 يوليو.[20]
- شهد 7 يوليو فتح المستشفى للسماح للزوار البالغين من المرضى الذين تنطبق عليهم شروط العدد والوقت والسلامة.[21]

### حالات الوفاة
سُجلت أول حالة وفاة من كوفيد-19 في 25 مارس. كان الشخص في الثمانينيات من عمره، وكان يعاني من ظروف صحية طويلة الأمد وكان يتلقى الرعاية التلطيفية قبل الإصابة بكوفيد-19. في 29 مارس توفي شخص ثان. كان في السبعينيات ولديه ظروف صحية طويلة الأمد قبل الإصابة بالفيروس. في 4 أبريل، أُعلن عن وفاة ثالثة -مريض في أواخر الستينيات من العمر يعاني من ظروف صحية كامنة.
في 14 أبريل، ارتفع عدد الأشخاص الذين لقوا حتفهم إما تحت الرعاية الصحية أو في المجتمع حيث تشير حالات الوفاة بسبب كوفيد-19 إلى ستة.
وفي 27 أبريل، كشف كبير الوزراء أن تسعة ممن توفوا كانوا قد توفوا في المستشفى العام، واثنان في مستشفى سانت سافيور (مرفق يعالج فيه المرض العقلي)، وسبعة في دور الرعاية والآخر في منزلهم. كان معظمهم في السبعينيات أو الثمانينيات أو التسعينيات.
وبحلول 12 مايو، بلغ إجمالي الوفيات 26 حالة، 13 في المستشفى و13 في المجتمع، 12 منهم في دور الرعاية. تراوحت أعمارهم بين 50 و70 سنة، وكان عمر سبعة فوق 90. 38% إناث، 62% ذكور. وفي 20 مايو، انخفضت الحالات النشطة إلى 21 حالة، منها اثنتان في المستشفى. ارتفع عدد الوفيات للأسف إلى 29.
خلال الفترة من 1 يناير إلى 7 يونيو 2020، بلغ عدد الوفيات المسجلة من جميع الأسباب 303، وهو أقل مما كان عليه في نفس الفترة في عامي 2018 (389) و2019 (344).

## استجابة حكومة جيرزي

### نظرة عامة على الاستجابة
في 12 مارس، كانت نصيحة السيناتور جون فوندري، حاكم جيرزي هي الحفاظ على ما يشبه الحياة الطبيعية، بما في ذلك الاستمرار في الذهاب في إجازات خارج الجزيرة، ولكن بحلول 14 مارس تغيرت نصيحته، وطلب ممن يبلغون 65 عامًا أو أكثر إلى البدء بالابتعاد الاجتماعي، وفي 20 مارس قدم هذه النصيحة لسكان الجزر من جميع الأعمار. يجب على سكان الجزر تجنب السفر غير الضروري.
في 19 فبراير أُنشئ خط مساعدة للإجابة على أسئلة سكان الجزر حول فيروس كورونا. يديرها طاقم من العملاء والخدمات المحلية والصحة وخدمات المجتمع والصحة البيئية. تجيب في المتوسط على 550 مكالمة في اليوم.
اعتبارًا من 20 مارس، أصبح واجب على جميع المسافرين القادمين إلى الجزيرة -بخلاف العمال الأساسيين- عزل أنفسهم لمدة 14 يومًا. منذ منتصف ليل 26 مارس، وُجب على الأشخاص الذين تزيد أعمارهم عن 65 عامًا والأشخاص الذين يعانون من حالات طبية كامنة عزل أنفسهم. في 28 مارس، أُبلغ سكان الجزر أنه إذا أصيب شخص واحد أو أكثر في الأسرة بأعراض كوفيد-19، فيجب على جميع أفراد الأسرة الآخرين عزل أنفسهم لمدة 14 يومًا.
في 26 مارس، دعا كبير الوزراء الشباب إلى الالتفات إلى نصيحة التباعد الاجتماعي من أجل أفراد أسرهم، وشجب انتشار الشائعات غير المفيدة من قبل منظري المؤامرة على وسائل التواصل الاجتماعي.

#### الإغلاق الكامل
مساء 29 مارس، أعلن الحاكم عن حظر تجول اعتبارًا من الساعة الثامنة صباح اليوم التالي. يجب على سكان الجزر البقاء في منازلهم بخلاف فترات قصيرة لأغراض محددة ما لم يُوظفوا في وظيفة أساسية. في 24 أبريل مُدد الإغلاق الأولي حتى 11 مايو على الأقل.
أقر مجلس الولايات تشريعًا جديدًا، بما في ذلك قانون لتمكين الشرطة من إبعاد الناس من الأماكن العامة، وفرض العزلة الذاتية، والاختبار والفحص، واحتجاز الأشخاص الذين يحتمل أن يكونوا مصابين.
قال الحاكم إن اختبار الأجسام المضادة سيكون مفتاحًا لإنهاء الإغلاق مع وصول 10000 مجموعة إلى جيرزي في منتصف أبريل، والتي اختُبرت، مع 150.000 أخرى تحت الطلب من مورد مختلف.
بدأت المناقشات الحكومية غير الرسمية حول خطة لإزالة القيود في منتصف أبريل بنية الدخول في مناقشات رسمية بحلول نهاية الشهر.

### الاختبارات
في البداية كانت تُرسل الاختبارات إلى كوليندال في لندن للمعالجة، وكانت تستغرق النتائج ما بين 48 ساعة وخمسة أيام. في مارس، اتُخذت الترتيبات لإنشاء مرفق اختبار في الجزيرة، وكان من المتوقع أن يكون جاهزًا في نهاية أبريل 2020. طُلب خمسة آلاف مجموعة اختبار.
في 15 مارس افتُتح مركز اختبار في فايف أوكس.
في 2 أبريل، أعلنت الحكومة أن 5000 من اختبارات كوفيد-19 PCR التي طلبتها توفيرها من قبل سيفيد في كاليفورنيا وشركتين أخريين. طُلب 150 ألف اختبار مصل من مورد بريطاني. ستحدد الاختبارات المصلية الأجسام المضادة لدى الأشخاص الذين لديهم مناعة. ومن المقرر أن يصلوا على دفعات مع أول دفعة متوقعة في أبريل. إنهم يعتزمون اختبار جميع الأسر من أجل تمكين الخروج التدريجي من قيود الإقامة في المنزل. سيُطلب من سكان الجزيرة حضور مراكز اختبار متنقلة حول الجزيرة.
حتى الساعة 1:20 مساءً في 4 أبريل، كان هناك 1451 اختبارًا، كانت نتيجة 126 منهم إيجابية و209 في انتظار النتائج. توفي ثلاثة أشخاص نتيجة لكوفيد-19.
بدأ الاختبار على الجزيرة في 8 أبريل، بقصد أن يعمل موظفو المختبر 24 ساعة في اليوم، سبعة أيام في الأسبوع ليكونوا قادرين على معالجة النتائج في نفس اليوم. قال مدير علم الأمراض (دُرب نحو 20 من علماء الطب الحيوي وفريق دعم المختبر لإجراء [الاختبارات]). في البداية كان المختبر يعالج 75 اختبارًا في اليوم، بزيادة إلى 120 اختبارًا يوميًا اعتبارًا من 15 أبريل.
بحلول 10 مايو، أشارت نتائج اختبار الأجسام المضادة إلى أن نسبة صغيرة فقط من السكان أصيبوا حتى الآن. مؤشرات أولية 3.1% ± 1.3% (ثقة 95%) مع عينة من 855 شخص.
في 26 مايو، بدأت الولايات في تقديم اختبارات دم مجانية لمدة 15 دقيقة لأي شخص عمل بعيدًا عن المنزل لاختبار الأجسام المضادة.
تشير نتائج تقرير اختبار الأجسام المضادة لولاية جيرزي الثانية إلى أن نحو 4.2% من السكان قد أُصيبوا بكوفيد-19 استنادًا إلى أكثر من 1000 اختبار عشوائي أجري، مع 62% من النتائج الإيجابية تفيد أنهم لم يلاحظوا أي أعراض. أشار تقرير صادر عن خدمات أوركيد كير، بناءً على 1146 اختبارًا، إلى أن 11% ممن أجروا الاختبار لديهم أجسام كوفيد-19 المضادة في الدم.
استُخدمت معدات الاختبار في الجزيرة فقط عندما كان هناك حاجة ماسة إلى نتيجة ما، مثل عندما يُدخل المريض إلى المستشفى أو يخرج إلى دار الرعاية. تُرسل اختبارات أقل إلحاحًا إلى المملكة المتحدة، ويُتلقى النتائج عادةً في غضون 24 ساعة. في أغسطس، من المقرر أن ينشئ المستشفى معملًا ذاتيًا قادرًا على اختبار 1000 إلى 1500 شخص يوميًا. سيكون هذا مهمًا كجزء من التحضير لموجة ثانية.

#### الاختبار التجاري
أعلنت شركة أوركيد كير سيرفيسس -وهي مزود رعاية صحية في جيرزي- توفيرها اختبارات كوفيد-19 IgG / IgM مستعجلة التي توفرها شركة سي تي كيه بيوتيك في كاليفورنيا، والتي وافقت عليها الحكومة الأسترالية واستخدمت لاختبار موظفيها. نصحت ولايات جيرزي بالحذر الشديد في استخدامها ومن غير المحتمل أن تقبل البيانات التي حُصل عليها من استخدامها. افتتحت المنشأة يوم الجمعة 15 مايو وأُغلقت في 30 يونيو بعد إجراء أكثر من 1400 اختبار. ستواصل الشركة تقديم خدمة اختبار للشركات التي ترغب في فحص موظفيها.
تجري صياغة قانون لتنظيم مرافق الاختبار الخاصة.

### الدعم المالي
في 12 مارس، أعلن وزير التنمية الاقتصادية عن تأجيل مدفوعات الضمان الاجتماعي وضريبة السلع والخدمات، وتأجيل إيجار الأعمال التجارية التي كانت فيها الحكومة هي المالك. في 20 مارس، أعلن الوزير أيضًا أن الحكومة ستدفع إعانة تصل إلى 200 جنيه إسترليني أسبوعيًا للعاملين في قطاعات الضيافة وتجارة التجزئة والجملة والزراعة وصيد الأسماك حتى نهاية أبريل. وأعلن عن حزمة دعم مُحسَّنة في المرحلة 2 في 26 مارس باستخدام الاحتياطي الاستراتيجي للجزيرة -الذي يُدعَى «صندوق الأيام الممطرة»- لدفع ما يصل إلى 80% من أجور الموظفين المتأثرين في بعض الصناعات بحد أقصى 1,600 جنيه إسترليني شهريًا.
مُدِّد نظام التمويل المشترك للرواتب في 1 يونيو حتى نهاية أغسطس 2020. غطت المرحلة 1 شهر مارس، وكلفت نحو مليوني جنيه إسترليني، بينما كلفت المرحلة 2 نحو 20 مليون جنيه إسترليني.
في 10 يوليو، أُعلِن عن عدد من الإجراءات بما في ذلك دفعات مباشرة للعائلات منخفضة الدخل، سيُعطَى كل بالغ وطفل في جيرزي 100 جنيه إسترليني على شكل قسائم تُصرَف محليًا، وللمساعدة في العمل على تخفيض إسهامات الضمان الاجتماعي، وبرنامج صرف الإنفاق المالي لمساعدة الأعمال التجارية المحلية.

### الرعاية الصحية
تملك جيرزي هيئة خدمات صحية خاصة بها، بشكل منفصل عن هيئة الخدمات الصحية الوطنية في المملكة المتحدة. طورت وزارة الصحة والخدمات المجتمعية استجابتها الخاصة للفيروس إذ أنها قد تخطط للتصدي لجائحة محتملة منذ 2014 على الأقل.
في 19 مارس، أعلن وزير الصحة والخدمات المجتمعية أن المشفى العام سيُغلَق في وجه الزوار.
في 20 مارس، أعلنت الحكومة أن العمليات الجراحية غير الضرورية، ومواعيد المرضى غير المقيمين في المشفى ستُلغَى مدة أربعة أسابيع.
في 30 مارس، صرح رئيس مجلس الوزراء بأنه يجري الاعتناء بعشر مرضى في المشفى العام، وأن الجزيرة فيها 27 جهاز تنفس اصطناعي. لا تملك الجزيرة جهاز أكسجة غشائية خارج الجسم خاص بها –ينقل المرضى الذين يحتاجون هذه الجهاز إلى مشفى ساوثامبتون العام. طُلِب من الأشخاص الذين قد عملوا في قطاع الصحة مثل أطباء الأسنان والصيادلة أن يتطوعوا من أجل مساعدة الخدمة الصحية.
يُعالج 17 من سكان الجزيرة في دار رعاية غير معروفة الاسم عقب إصابتهم بالفيروس.
إن مروحيات عسكرية تابعة لمحطة كولدروز الجوية الملكية في كورنوول مستعدة لنقل المرضى ذوي الحالة الحرجة من جيرزي إلى منشآت العناية المركزة الموجودة في مشافي المملكة المتحدة في حال الضرورة. يمكن أن تُستخدَم أيضًا من أجل نقل الأدوية، والمعدات، والأطباء الاختصاصيين.

#### مشفى نايتنجيل
في 9 أبريل، أعلنت الحكومة أنه سيتم بناء مشفى ميداني في ساحة لعب في ميلبروك. كان من المتوقع أن يُكلِّف المشفى المدعو نايتنجل 14.4 مليون جنيه إسترليني، ويستغرق بناؤه شهر. سيكون طوله 30 مترًا، ويحتوي على 6 أجنحة في كل منها 30 سرير، ولكن يمكن توسيعه ليضم ما يصل إلى 240 سريرًا. تعود ملكية هذه الساحة إلى عائلة اللورد ترينت. إن المقاول الذي يبني المشفى، جيه 3 ليميتيد، هو مشروع مشترك بين السير روبرت مكالبين ومجموعة بناء جارين ومجموعة فيس. قد شاركت في بناء مشفيي نايتنجيل في كل من غلاسكو ومانشستر.
في 4 مايو، أُكمِل البناء، وسُلِّم لوزارة الصحة والخدمات المجتمعية. في 11 مايو، فُتِح المشفى من قبل إيرل وكونتيسة ويسيكس من خلال رابط فيديو. لا يزال جناح مشفى نايتنجيل غير مُستخدَم.

### النقد
انتقِدت حكومة جيرزي بسبب التواصل غير الكافي، وبسبب عدم نشرها لإحصائيات معينة تعرض أسباب حماية البيانات. كان تقديم جيرزي للفحوصات على الجزيرة أبطأ من جارتها غيرنزي. بالاشتراك مع معظم الولايات القضائية الأخرى، عانت جيرزي من نقص في معدات الحماية الشخصية. انتقدت وسائل الإعلام أيضًا عدم وجود خطة منشورة للخروج من الإغلاق.

## الأثر

### التعليم ورعاية الأطفال
في 18 مارس، أُعلِن أن كل المدارس والجامعات ستُغلَق مدة أربعة أسابيع على الأقل بدءًا من 23 مارس.
إن الأشخاص الذين يُعتقَد أنهم يقومون بأدوار ضرورية قادرون على التقديم لأطفالهم من أجل الذهاب إلى المدرسة أو رعاية الأطفال حتى يتمكنوا من الاستمرار في أداء أدوراهم.

### الإغلاقات والإقفالات
في 17 مارس، أعلنت سلسلة دور سينما سينوورد عن إغلاق دار السينما الوحيدة التابعة لها في الجزيرة.
في 22 مارس، أعلن الوزراء أن الحانات، والبارات، والنوادي الليلة، يجب أن تُغلَق.
في 23 مارس، أعلنت الحكومة أن مراكزها الرياضية ستُغلَق، وأعلنت حديقة حيوانات جيرزي أنها ستُغلَق ابتداءً من 24 مارس حتى إشعار آخر.

### إلغاء الفعاليات
في 10 مارس، أعلن نادي ذا ليونز أن ماراثون السباحة الذي ينظمه، وهو فعالية سباحة خيرية لجمع التبرعات كان من المقرر أن يضم أكثر من 3,500 مشارك، لن يجري في 2020.
في 18 مارس، أعلن منظمو احتفالات يوم التحرير الخامس والسبعين عن إنقاص هذه الاحتفالات. أعلنت أبرشية القديس هيلير لاحقًا أنها ستعقد سلسلة من الأحداث على الإنترنت في يوم التحرير.
في 26 مارس، أعلن منظمو معركة زهور جيرزي أن الفعالية التي كان من المقرر عقدها في أغسطس 2020، ستُلغَى لأول مرة منذ 70 عامًا.
في 28 مارس، أعلن منظمو مسير جزيرة تي إم إف 2020 أن المسير السنوي الذي ترعاه الجزيرة والمقرر حدوثه في 20 يونيو سيؤجل إلى وقت لاحق في الصيف، أو قد لا يحدث. عادة ما تجذب هذه الفعالية 1,500 مشارك في المسير.
ستُلعب نسخة 2020 من كأس سيام –بطولة الرغبي السنوية بين جزيرتي غيرنزي وجيرزي، وثاني أقدم بطولة روغبي- في مايو 2021. أُجِّلت أيضًا موراتي فيز، وهي بطولة كرة قدم بين الجزر.

### استجابة العملاء
في أواخر فبرابر، كان مخزون مطهرات الأيدي منخفضًا، وفي أوائل مارس، أبلغت المتاجر حدوث طلب غير مسبوق على بعض العناصر مثل لفة المرحاض. قدم بعض تجار التجزئة قيودًا لمنع الناس من التخزين.

### السفر
في 3 مارس، أُضيفت فرنسا وألمانيا إلى قائمة الدول التي يجب أن يعزل القادمون منها أنفسهم مدة 14 يوم.
في 5 مارس، وُضِعت خطوط طيران فلايبي التي تأسست في جيرزي وخدمت معظم الطرق الجوية من الجزيرة تحت الوصاية مستشهدة أن فيروس كورونا كان جزء من سبب انهيارها.  
في 11 مارس، أعلنت خطوط طيران بلو آيلاندز التابعة لشركة تشانل آيلاندز عن إلغاء الرحلات الجوية بين جيرزي ومطار مدينة لندن مؤقتًا.
في 13 مارس، أعلنت شركة كوندور فيريس أن كومودور كليبر لن تحمل الركاب لمدة شهر من أجل ضمان استمرارية خدمة الشحن باستخدام السفينة. في 17 مارس، أعلنت تعليق الإبحار من وإلى سانت مالو ابتداءً من 24 مارس وحتى 2 أبريل على الأقل. أعلنت الشركة بعد ذلك أنها ستلغي جميع رحلات الركاب ابتداءً من 27 مارس وحتى 30 أبريل على الأقل. مُدِّد ذلك لاحقًا حتى 14 مايو، ومرة أخرى حتى 12 يونيو.
في 20 مارس، أعلنت خطوط بلو آيلندز عن تعليق الرحلات بين جيرزي وجورنزي.
في 26 مارس، أعلن شركة حافلات الجزيرة لايبرتي باص عن خفض جدولها الزمني ابتداءً من 28 مارس.
في 28 مارس، أعلن مطار جيرزي أن رحلات الخطوط الجوية البريطانية بين مطار جاتويك وجيرزي ستُعلَّق ابتداءً من 31 مارس وحتى نهاية أبريل.
في 30 مارس، أعلنت خطوط طيران إيزي جيت أنها ستبقي أسطولها على الأرض حتى إشعار آخر. نظمت إيزي جيت عدة رحلات يوميًا بين جيرزي ومطار لندن جاتويك، بالإضافة إلى 8 مطارات إقليمية أخرى مثل مطار ليفربول.
في 1 أبريل، أعلنت حكومة جيرزي أنها كانت في مفاوضات مع شركة بلو آيلندز لتوفير شركة طيران لاستمرارية السفر الجوي إلى المملكة المتحدة للركاب الذين يعتبر سفرهم ضروريًا. جرى الاتفاق على ذلك، ومن 20 أبريل، ستُسيَّر 3 رحلات منتظمة إلى ساوثامبتون أسبوعيًا.
في 20 أبريل، أُعلِن أنه لن يُسمَح لأحد الصعود على متن طائرات خطوط بلو آيلندز دون أخذ موافقة الحكومة على الرحلة. كل من يصل إلى الجزيرة يخضع لعزل ذاتي مدة 14 يومًا إلا إذا أٌعفِي من ذلك، يُدرَس كل طلب إعفاء بحد ذاته بناء على أحقيته.
ابتداءً من 26 مايو، ستطلق خطوط بلو آيلندز رحلة أسبوعيًا إلى مطار جاتويك. في 16 يونيو، كشف وزير خزانة جيرزي في مجلس الولايات أن الحكومة تدرس تقديم قرض بقيمة 10 ملايين جنيه إسترليني لخطوط بلو آيلندز لضمان استمرار روابط الحياة من وإلى الجزيرة.
اعتبارًا من 1 يونيو، سيُمنَح الركاب الذين يصلون إلى جيرزي خيار المشاركة في فحص تجريبي يُجرَي فيه للمسافر، إذا قبل المشاركة، فحص بيه سي آر (تفاعل البوليمراز المتسلسل)، وإن كان سلبيًا فلن يُطلَب منه أن يعزل نفسه مدة أسبوعين، ولكن سيُطلَب منه الخضوع لعدة فحوصات إضافية منها اختبار مصل الدم بوخز الإصبع في اليوم الرابع، وربما فحصي بيه سي آر إضافيين في اليومين الرابع والسابع من وصوله.
ابتداءً من 3 يوليو، قد تصل عبارات الركاب والرحلات إلى جيرزي محملة بالركاب، الذين يجب أن يسجلوا مسبقًا قبل السفر ويجب أن يُفحصوا عند وصولهم، ومن يكون فحصه منهم إيجابيًا وكذلك الذين يرفضون إجراء الفحص سيُحجرون صحيًا مدة 14 يومًا، أما الذين ينتظرون نتائج الاختبار والسلبيين يمكنهم أن يتحركوا بحرية في الجزيرة، ولكن يجب عليهم تزويد بيانات الاتصال من أجل التتبع والملاحقة إن كان ذلك ضروريًا.

### القضايا الصحية
في يونيو 2020، نشرت ولايات جيرزي تقريرًا حول الجوانب الصحية للإغلاق. كان من بين النقاط التي يتناولها التقرير أن عمليات الاحتجاز التي تقوم بها الشرطة للأشخاص الذين يعانون من مشاكل في الصحة العقلية قد ارتفعت، وأنه يمكن ربط خمس محاولات انتحار بشكل مباشر بالإغلاق الذي يسبب مشاكل في الصحة العقلية. يبدو أن الأشخاص الأشد فقرًا كانوا الأكثر تضررًا ما وسع الفجوة بين الذين لديهم والذين ليس لديهم ممتلكات.

### نهاية الحياة والجنازات
في مارس، كانت التقييدات المفروضة على الجنازات تتضمن حظرًا على خدمات الكنيسة، وقد طُبِّق السماح لعشرة مشيعين فقط يجب أن يكونوا من أفراد العائلة المباشرين.
تملك الجزيرة القدرة على تخزين 100 جثة في المشفى ودور الجنائز، لكن الحكومة تخطط لإنشاء مشرحة مؤقتة تسمى «ذا سانكتم» إن جرى تجاوز الرقم السابق. 
في منتصف أبريل، رُفِع الحظر الذي فُرِض في مارس على زيارة المرضى المحتضرين كي يُسمَح للأقراب الذين يرتدون معدات الحماية الشخصية بزيارة أحبائهم.

## الاستجابات الأخرى
في 19 مارس، أعلنت شركات الاتصالات في الجزيرة عن زيادة مجانية في سرعة الإنترنت لتصبح 1 جيجابايت في الثانية لدى جميع المشتركين.
في 31 مارس، أعلنت شركة روبيس أنها ستقدم وقودًا مجانيًا لجميع العاملين في الخطوط الأمامية في المشافي في جميع أنحاء جزر القنال. سيكون العمال قادرين على المطالبة بقسيمة وقود يمكن استخدامها في أي ساحة تابعة لروبيس.

## الاحصائيات

### عدد الحالات بالأيام
الأرقام أدناه تحسب فقط الحالات المؤكدة من الاختبارات ؛ من المرجح أن يكون العدد الفعلي للعدوى والحالات أعلى من المبلغ عنه.
آخر تحديث في 18:45 5 نيسان 2020. والبيانات من موقع حكومة جيرزي.
| التاريخ | الحالات المؤكدة  | الحالات المؤكدة  | الوفيات          | الوفيات          | النتائج السلبية  | النتائج السلبية  |
| التاريخ | جديد             | كلي              | جديد             | كلي              | جديد             | كلي              |
| ------- | ---------------- | ---------------- | ---------------- | ---------------- | ---------------- | ---------------- |
| 10 مارس | 1                | 1                | 0                | 0                | –                | 84               |
| 11 مارس | 1                | 2                | 0                | 0                | 6                | 90               |
| 12 مارس | 0                | 2                | 0                | 0                | 19               | 109              |
| 13 مارس | 0                | 2                | 0                | 0                | 23               | 132              |
| 14 مارس | 0                | 2                | 0                | 0                | 33               | 165              |
| 15 مارس | 0                | 2                | 0                | 0                | 15               | 180              |
| 16 مارس | 3                | 5                | 0                | 0                | 35               | 215              |
| 17 مارس | 0                | 5                | 0                | 0                | 6                | 221              |
| 18 مارس | 1                | 6                | 0                | 0                | 72               | 293              |
| 19 مارس | 4                | 10               | 0                | 0                | 30               | 323              |
| 20 مارس | 2                | 12               | 0                | 0                | 49               | 372              |
| 21 مارس | 3                | 15               | 0                | 0                | 11               | 383              |
| 22 مارس | لم تنشر البيانات | لم تنشر البيانات | لم تنشر البيانات | لم تنشر البيانات | لم تنشر البيانات | لم تنشر البيانات |
| 23 مارس | 1                | 16               | 0                | 0                | 22               | 405              |
| 24 مارس | 0                | 16               | 0                | 0                | 0                | 405              |
| 25 مارس | لم تنشر البيانات | لم تنشر البيانات | لم تنشر البيانات | لم تنشر البيانات | لم تنشر البيانات | لم تنشر البيانات |
| 26 مارس | 16               | 32               | 1                | 1                | 67               | 472              |
| 27 مارس | 20               | 52               | 0                | 1                | 129              | 601              |
| 28 مارس | 9                | 61               | 0                | 1                | 49               | 650              |
| 29 مارس | 2                | 63               | 1                | 2                | 18               | 668              |
| 30 مارس | 18               | 81               | 0                | 2                | 80               | 748              |
| 31 مارس | 0                | 81               | 0                | 2                | 0                | 748              |
| 1 أبريل | لم تنشر البيانات | لم تنشر البيانات | لم تنشر البيانات | لم تنشر البيانات | لم تنشر البيانات | لم تنشر البيانات |
| 2 أبريل | 15               | 96               | 0                | 2                | 124              | 872              |
| 3 أبريل | 22               | 118              | 0                | 2                | 120              | 992              |
| 4 أبريل | 8                | 126              | 1                | 3                | 124              | 1,116            |
| 5 أبريل | 29               | 155              | 0                | 3                | 112              | 1,228            |
| الكلي   |                  | 155              |                  | 3                |                  | 1,228            |

## المخططات

### العدد الكلي للحالات المؤكدة
آخر تحديث في 18:45 5 نيسان 2020. مصدر البيانات من موقع حكومة جيرزي.

### الخالات الجديدة حسب اليوم
آخر تحديث في 18:45 5 نيسان 2020. مصدر البيانات من موقع حكومة جيرزي.

## وصلات خارجية
- حالات الفيروس التاجي كوفيد-19 العالمية و البيانات التاريخية من طرف جامعة جونز هوبكنز